# Delle
Delle è un comune francese di 5 677 abitanti situato nel dipartimento del Territorio di Belfort nella regione della Borgogna-Franca Contea.
Qua nacque il calciatore Jacques Santini.

## Storia

### Simboli
Nell'Armorial Général de France del 1696 è riportato uno stemma d'oro, al mazzo di giunchi di verde, movente dalla punta.

## Società

### Evoluzione demografica
Abitanti censiti

## Amministrazione

### Gemellaggi
- Szentgotthárd
- Cotignola, dal 2012 (patto di amicizia)